# Collozoum
Genre
Synonymes
- Collozoon Hensen, 1887[1]

Collozoum est un genre de radiolaires de la famille des Collozoidae.

## Liste d'espèces
Selon NCBI (20 mars 2021) :
- Collozoum amoeboides
- Collozoum inerme
- Collozoum pelagicum

Selon World Register of Marine Species (20 mars 2021) :
- Collozoum caudatum Swanberg & Anderson, 1981
- Collozoum inerme (J. Müller, 1856)